# No Guns Allowed
No Guns Allowed é uma canção do cantor de Reggae estadunidense Snoop Lion, lançada em 2 de Abril de 2013, como terceiro single para seu decimo segundo álbum de estúdio Reincarnated. A faixa conta com a participações de sua filha Cori B, e do rapper canadense Drake, tendo a produção feita pelo grupo de produtores Major Lazer, juntamente com Ariel Rechtshaid, Dre Skull e Zach.

## Performances ao vivo
A canção foi performada ao vivo em 12 de Março de 2013 no talk show Conan.

## Vídeo e música
O vídeo da música foi lançado em 2 de Abril de 2013.

## Desempenho nas paradas
| Paradas (2013)                                   | Melhor posição |
| ------------------------------------------------ | -------------- |
| Bélgica (Ultratop 50 de Flandres)                | 61             |
| Estados Unidos (Billboard Reggae Digital Songs)  | 2              |
| Estados Unidos (Billboard R&B Streaming Songs)   | 22             |
| Estados Unidos (Billboard Hot R&B/Hip-Hop Songs) | 58             |